# Нова Кішева
Нова Кішева (пол. Nowa Kiszewa) — село в Польщі, у гміні Косьцежина Косьцерського повіту Поморського воєводства. Населення — 230 осіб (2011).
У 1975-1998 роках село належало до Гданського воєводства.
У селі знаходиться Могила Петра Шербака (пом. 1934 р.) — козака 6-ї дивізії Армії УНР.

## Демографія
Демографічна структура станом на 31 березня 2011 року:
|          | Загалом | Допрацездатний вік | Працездатний вік | Постпрацездатний вік |
| -------- | ------- | ------------------ | ---------------- | -------------------- |
| Чоловіки | 112     | 26                 | 82               | 4                    |
| Жінки    | 118     | 33                 | 71               | 14                   |
| Разом    | 230     | 59                 | 153              | 18                   |